# Wang Yu (joueuse d'échecs)
Dans ce nom chinois, le nom de famille, Wang, précède le nom personnel.
Wang Yu est une joueuse d'échecs chinoise née le 19 novembre 1982 à Tianjin, championne d'Asie (en 2004) et de Chine (en 2005).
Au 1er mai 2018, elle est la treizième joueuse chinoise et la 128e joueuse mondiale avec un classement Elo de 2 340 points.

## Palmarès
Maître international (titre mixte) depuis 2007, Wang Yu a remporté :
- le championnat du monde des moins de 14 ans en 1996 ;
- le championnat du monde des moins de 16 ans en 1998 ;
- la médaille de bronze au Championnat du monde d'échecs junior 2000 ;
- le championnat d'Asie d'échecs féminin en 2004 ;
- le championnat de Chine d'échecs en 2005 ;
- la médaille de bronze au championnat d'Asie féminin de 2010.

## Championnats du monde
Wang Yu a participé au championnat du monde d'échecs féminin :
- en 2001, éliminée au premier tour par l'Ukrainienne Natalia Kisselieva ;
- en 2004, éliminée au premier tour par la Serbe Nataša Bojković ;
- en 2006, éliminée au premier tour par la Géorgienne Nino Khourtsidzé

## Compétitions par équipe
Wang Yu a participé au championnat du monde d'échecs par équipes mixtes de 2005 dans l'équipe de Chine 2 (équipe féminine).
Elle a joué dans deux olympiades féminines :
- en 2006, au deuxième échiquier de la Chine, médaille de bronze par équipe ;
- en 2010, échiquier de réserve, médaille d'argent par équipe.

Avec la Chine, elle a remporté le championnat d'Asie par équipes féminines en 2003 ainsi que la médaille de bronze individuelle au troisième échiquier.